# بطولة العالم لسباق الدراجات على الطريق 1922
بطولة العالم لسباق الدراجات على الطريق 1922 هي الدورة ال2 من بطولة العالم لسباق الدراجات على الطريق، أجريت في ليفربول، المملكة المتحدة.